# Ornella (cognome)
Ornella è un cognome di lingua italiana.

## Varianti
Il cognome non presenta varianti.

## Origine e diffusione
Il cognome è tipicamente centro-Italia settentrionale.
Potrebbe derivare dal nome dell'ornello, pianta, o dal latino (ad)ornatus, "adornato", ed indicare una qualità fisica o morale, risultando variante del cognome Ornati.